# لمفوما بائية ضخمة الخلايا ناشئة في مرض كاسيلمان متعدد المراكز المصاحب لفيروس الهربس البشري-8
اللمفوما البائية ضخمة الخلايا الناشئة في مرض كاسيلمان متعدد المراكز المصاحب لفيروس الهربس البشري-8 هي نوع من اللمفوما البائية ضخمة الخلايا تم التعرف عليها في تصنيف منظمة الصحة العالمية عام 2008.:258-259:380:1113 و 1120 ويسمى في بعض الأحيان بالشكل الأرومي البلازماوي لمرض كاسيلمان متعدد المراكز. وقد يتم الخلط بينها وبين اللمفوما الأرومية في المواد والكتابات المطبوعة مع أنها كيان مخصوص غير متشابه مع غيره.:380 إن لديها تعبير جيني متغاير للCD20 وجينات غير طافرة للمنطقة المتغيرة من الغلوبيولين المناعي.:380:513